# Metahygrobiella acuminata
Metahygrobiella acuminata är en bladmossart som först beskrevs av Theodor Carl Karl Julius Herzog, och fick sitt nu gällande namn av Rudolf Mathias Schuster. Metahygrobiella acuminata ingår i släktet Metahygrobiella och familjen Cephaloziaceae. Inga underarter finns listade i Catalogue of Life.